# فيوتشر لرن
فيوتشر لرن (بالإنجليزية: FutureLearn)‏ هي منصة تعليمية رقمية بريطانية تأسست في ديسمبر 2012. الشركة مملوكة بشكل مشترك من قبل الجامعة المفتوحة وSEEK Ltd. وهي عبارة عن منصة تعليمية للمساقات الهائلة مفتوحة عبر الإنترنت (MOOC)، واعتباراً من مارس 2020، أصبحت تتضمن +250 شريكاً بريطانياً ودولياً، بما في ذلك شركاء الصناعة والحكومة.

## وصلات خارجية
- الموقع الرسمي